# Tanchahuil
Tanchahuil är en ort i Mexiko.   Den ligger i kommunen San Antonio och delstaten San Luis Potosí, i den centrala delen av landet, 240 km norr om huvudstaden Mexico City. Tanchahuil ligger 225 meter över havet och antalet invånare är 432.
Terrängen runt Tanchahuil är lite kuperad. Runt Tanchahuil är det ganska tätbefolkat, med 124 invånare per kvadratkilometer. Närmaste större samhälle är Tancanhuitz de Santos, 6,9 km väster om Tanchahuil. I omgivningarna runt Tanchahuil växer huvudsakligen savannskog.